# Rachel Grant
Rachel Grant (Parañaque, 25 settembre 1977) è un'attrice britannica.

## Filmografia parziale

### Cinema
- La morte può attendere (Die Another Day), regia di Lee Tamahori (2002)
- The Purifiers, regia di Richard Jobson (2004)
- Until Death, regia di Simon Fellows (2007)
- Brotherhood of Blood, regia di Michael Roesch e Peter Scheerer (2007)
- The Tournament, regia di Scott Mann (2009)

### Televisione
- Blue Murder - serie TV, 2 episodi (2003)
- Brainiac: Science Abuse - serie TV, 35 episodi (2004-2008)
- Il cacciatore di uomini - film TV (2009)
- Starhyke - serie TV, 6 episodi (2009)